# Serra dos Aimorés
Serra dos Aimorés is een gemeente in de Braziliaanse deelstaat Minas Gerais. De gemeente telt 8.667 inwoners (schatting 2009).